# Roberto II di Clermont
Roberto di Clermont detto il Giovane (nella prima metà del X secolo – dopo il 968), fu visconte d'Alvernia dal 950 circa fino alla sua morte.

## Origine
Figlio del conte di Clermont e visconte d'Alvernia, Roberto I, e di Aldegardis, di cui non si conoscono gli ascendenti, come ci viene confermato dal documento n° 336 del Cartulaire de Brioude, dal fratello Stefano fa una donazione in suffragio delle anime dei genitori. Roberto I, come risulta dallo stesso documento n.336 del Cartulaire de Brioude, era figlio del nobile Eustorgio e di Arsinda, di cui non si conoscono gli ascendenti.

## Biografia
Roberto il Giovane assieme al fratello Eustorgio, viene citato nell'Histoire Générale de Languedoc, Tome V, Preuves, Chartes et Diplômes, nel documento n° 66, come figlio del visconte Roberto I, quando, nel 936, il visconte fu tra i fondatori dell'abbazia di Chanteuge, assieme ai figli, Roberto, definito il Giovane (Rotbertus juvenior) ed Eustorgio.
Nel marzo del 947 (in mense martio, anno undecimo regnante Ludovico rege, dove si intende Luigi IV di Francia), Roberto, citato, assieme ai fratelli Stefano ed Eustorgio, in una donazione di tale Amblardo, viene definito visconte, mentre, sempre, nel 947 (anno XVIII regnante Ludovico rege, assumendo come primo anno di regno di Luigi IV di Francia il 929, anno della morte di suo padre, Carlo il Semplice), nel mese di dicembre, suo fratello Stefano, in una donazione, cita come visconte il padre Roberto I (Rotberti vicecomitis) nel documento n° i6 Cartulaire de Sauxillanges, assieme alla seconda moglie, Ildegarda (Hildegardis vicecomitisse), ed infine, ancora in una donazione del fratello, Stefano, datata 950 il visconte Roberto I è citato assieme alla moglie, ildegarda, come ancora in vita.
Comunque in quel periodo, attorno al 950, Roberto il Giovane, dopo la morte del padre gli subentrò nel titolo di Visconte d'Alvernia.
Infatti nel documento n° 336 del Cartulaire de Brioude, già citato e datato 962, suo fratello Stefano fece una donazione in suffragio delle anime dei genitori, che in quell'anno risultavano ambedue morti.
Infine in una donazione sempre fatta dal fratello Stefano durante il regno di Lotario IV, nel mese di novembre, senza specificare l'anno, la n° 179 del Cartulaire de Sauxillanges, Roberto il Giovane controfirma la donazione assieme ai due figli, Roberto (III) e Guido.
Di Roberto il Giovane non si conosce la data esatta della morte. Si presume sia morto tra il 970 ed il 980; infatti, nel maggio di quell'anno, nel documento n° 1525 del Recueil des chartes de l'abbaye de Cluny, tomé 2, il figlio Guido, fa una donazione a suffragio delle anime dei genitori.
Alla sua morte, nel titolo di Visconte d'Alvernia, gli successe il figlio primogenito, Roberto (III), ma molto più probabilmente il secondogenito, Guido, in quanto Roberto (III) sarebbe premorto a Roberto il Giovane

## Matrimonio e discendenza
Roberto aveva sposato Engelberga, di cui non si conoscono gli ascendenti, e non si conosce neppure l'anno delle nozze, ma si ha conferma del matrimonio una donazione fatta dal figlio Guido, nel maggio del 980, a suffragio delle anime dei genitori e del fratello, Roberto (III). Roberto il Giovane da Engelberga ebbe quattro figli:
- Roberto (III)[7](?- prima del 980[8]), forse Visconte d'Alvernia
- Guido (?- 989)[7]( prima Visconte d'Alvernia[8] e poi conte d'Alvernia
- Bertrand (?-dopo il 985), citato, come Visconte d'Alvernia, in due documenti del Cartulaire de Brioude, assieme alla moglie, Arsenda[9] e ai tre figli:
  - Armando[9]
  - Bernardo[9] e
  - Stefano[9]
- Guglielmo (?- 1016), citato in una donazione di suo fratello, Guido, durante il regno di Lotario IV, dopo il 970[10], ma secondo lo storico, chierico, canonista e bibliotecario francese, Étienne Baluze, succedette al fratello Guido, nei titolo di Conte d'Alvernia[11].

## Ascendenza
|                        |   |         | Genitori |  |  | Nonni     |  |  | Bisnonni   |  |
|                        |   |         |          |  |  | Eustorgio |  |  | Arimanno ? |  |
|                        |   |         |          |  |  | Eustorgio |  |  | Arimanno ? |  |
|                        |   | …       |          |  |  | Eustorgio |  |  |            |  |
| Roberto I di Clermont  |   |         |          |  |  | Eustorgio |  |  |            |  |
|                        |   | Arsinda | …        |  |  |           |  |  |            |  |
|                        |   | Arsinda | …        |  |  |           |  |  |            |  |
|                        |   | Arsinda | …        |  |  |           |  |  |            |  |
| Roberto II di Clermont |   | Arsinda |          |  |  |           |  |  |            |  |
|                        | … | …       |          |  |  |           |  |  |            |  |
|                        | … | …       |          |  |  |           |  |  |            |  |
|                        | … | …       |          |  |  |           |  |  |            |  |
| Aldegardis             | … |         |          |  |  |           |  |  |            |  |
|                        |   | …       | …        |  |  |           |  |  |            |  |
|                        |   | …       | …        |  |  |           |  |  |            |  |
|                        |   | …       | …        |  |  |           |  |  |            |  |
|                        |   | …       |          |  |  |           |  |  |            |  |

### Fonti primarie
- (LA)  Cartulaire de Brioude.
- (LA)  Recueil des chartes de l'abbaye de Cluny, tomé 1.
- (LA)  Cartulaire de Sauxillanges.
- (LA)  Histoire Générale de Languedoc, Tome V, Preuves, Chartes et Diplômes.
- (LA)  Recueil des chartes de l'abbaye de Cluny, tomé 2.

### Letteratura storiografica
- Louis Alphen, Francia: Gli ultimi Carolingi e l'ascesa di Ugo Capeto (888-987), in «Storia del mondo medievale», vol. II, 1979, pp. 636–661
- (FR)  Baluze, Histoire généalogique de la maison d'Auvergne, tome 1 .